# Forfar
Forfar (skotsk: Farfar, skotsk gælisk: Baile Fharfair) er county town i Angus, Skotland og det administrative centrum for Angus Council, med et stort kontorkopleks for i udkanten af byen. I 2021 havde byen et indbyggertal på 16.280.
Byen ligger i Strathmore og er placeret lige øst for hovedvej A90 road mellem Perth og Aberdeen, med Dundee (den nærmeste city omkring 21 km væk. Den ligger 8 km fra Glamis Castle, der er sæde for huset Bowes-Lyon og dronningemoderen Elizabeths slægtshjem, og hvor den nu afdøde prinsesse Margaret, Elizabeth 2.'s lillesøster, blev født i 1930.
Forfar kan dateres tilbage til en midlertidig romersk bosættelse i området, og den blev efterfølgende beboet af piktere og Kongeriget Skotland. Under de skotske uafhængighedskrige blev Forfar besat af engelske tropper inden den blev generobret af skotterne og overdraget til Robert Bruce.
Forfar har både en tradition som traditionel købstad og som stort produktionscentrum til linned og jute.
I dag er de primære aktiviteter inden for landbrug og turisme ved den maleriske Strathmore.
De lokale dale bliver brugt af mange vandrere, og der er skiløjpeer i bjergene. Den skotske kødtærte Forfar bridie stammer ifølge traditionen fra byen. Kunstmuseet Meffan Institute, der bl.a. har eksempler på piktiske sten, ligger i byen.
Byen har en række sportshold, heriblandt League Two-klubben Forfar Athletic.